# EAFP
EAFP, dat staat voor Easier to Ask Forgiveness than Permission (vertaling: het is gemakkelijker om vergeving te vragen dan om toestemming), is een veelgebruikte programmeerstijl binnen Python. Deze benadering moedigt aan om code uit te voeren met de veronderstelling dat deze succesvol zal zijn en eventuele fouten af te handelen wanneer ze zich voordoen, in plaats van vooraf te controleren of de operatie zal slagen.
Het gezegde "It's easier to ask for forgiveness than it is to get permission" wordt toegeschreven aan Grace Hopper
Een tegenovergestelde benadering is LBYL (Look Before You Leap), waarbij je vooraf controleert of een operatie succesvol zal zijn voordat je deze uitvoert. In Python wordt echter vaak de voorkeur gegeven aan EAFP vanwege de efficiëntie van exception handling in de taal.